# Austeucharis myrmeciae
Austeucharis myrmeciae är en stekelart som först beskrevs av Auguste-Henri Forel 1890.
Austeucharis myrmeciae ingår i släktet Austeucharis och familjen Eucharitidae. Inga underarter finns listade.